# Орешари
Вижте пояснителната страница за други значения на Орешари.
Орешари е село в Южна България. То се намира в община Крумовград, област Кърджали.

## География
Село Орешари се намира в планински район.